# 静岡県道181号富士停車場伝法線
静岡県道181号富士停車場伝法線（しずおかけんどう181ごう ふじていしゃじょうでんぼうせん）は、静岡県富士市内を通る一般県道である。

## 概要

### 路線データ
- 起点：富士停車場（静岡県富士市本町）
- 終点：静岡県富士市伝法（静岡県道414号富士富士宮線交点）

## 沿革
- 1972年（昭和47年）3月28日 - 認定[1]

## 地理

### 通過する自治体
- 静岡県富士市

### 接続する道路
- 静岡県道174号富士停車場線・静岡県道175号鷹岡富士停車場線（起点：富士駅西交差点）
- 静岡県道396号富士由比線（東海道）（総合庁舎前交差点）
- 静岡県道72号富士白糸滝公園線・静岡県道414号富士富士宮線（終点：伝法沢交差点）

### 周辺
- JR東海道本線・身延線 富士駅
- 東名高速道路・西富士道路 富士インターチェンジ
- 富士市立中央病院
- 富士市立富士中央小学校
- 富士市立伝法小学校
- 富士市文化会館ロゼシアター
- ユニプレス 工機工場（冨士）
- 東芝キヤリア 富士事業所
- 日本製紙 富士工場（富士製造部）
- 王子マテリア 富士第二工場
- 大興製紙 本社・工場
- スーパーオートバックス 富士
- エスポット 富士店
- ドン・キホーテUNY 富士中央店
- コジマ×ビックカメラ富士店
- クリエイトエス・ディー 富士伝法店